# Епархия Ноксвилла
Епа́рхия Но́ксвилла (лат. Dioecesis Knoxvillensis) — епархия Римско-Католической церкви с центром в городе Ноксвилл, штат Теннесси, США. Епархия Ноксвилла входит в митрополию Луисвилла. Кафедральным собором епархии Ноксвилла является Собор Святейшего Сердца Иисуса.

## История
27 мая 1988 года Римский папа Иоанн Павел II выпустил буллу Antiquitus sane, которой учредил епархию Ноксвилла, выделив её из епархии Нашвилла.

## Ординарии епархии
- епископ Энтони О’Коннелл[англ.] (27.05.1988 — 12.11.1998) — назначен епископом Палм-Бич
- епископ Джозеф Эдвард Куртц[англ.] (26.11.1999 — 12.06.2007) — назначен архиепископом Луисвилла
- епископ Ричард Фрэнк Стика[англ.] (12.01.2009 — 27.06.2023)
- епископ Джеймс Марк Бекман[англ.] (с 07.05.2024)

## Источник
- Annuario Pontificio, Libreria Editrice Vaticana, Città del Vaticano, 2003, ISBN 88-209-7422-3
- Булла Antiquitus sane  (лат.)